# Hoplammophila clypeata
Hoplammophila clypeata är en biart som först beskrevs av Alexander Mocsáry 1883.  Hoplammophila clypeata ingår i släktet Hoplammophila och familjen grävsteklar. Inga underarter finns listade i Catalogue of Life.